# Robert Kowalski

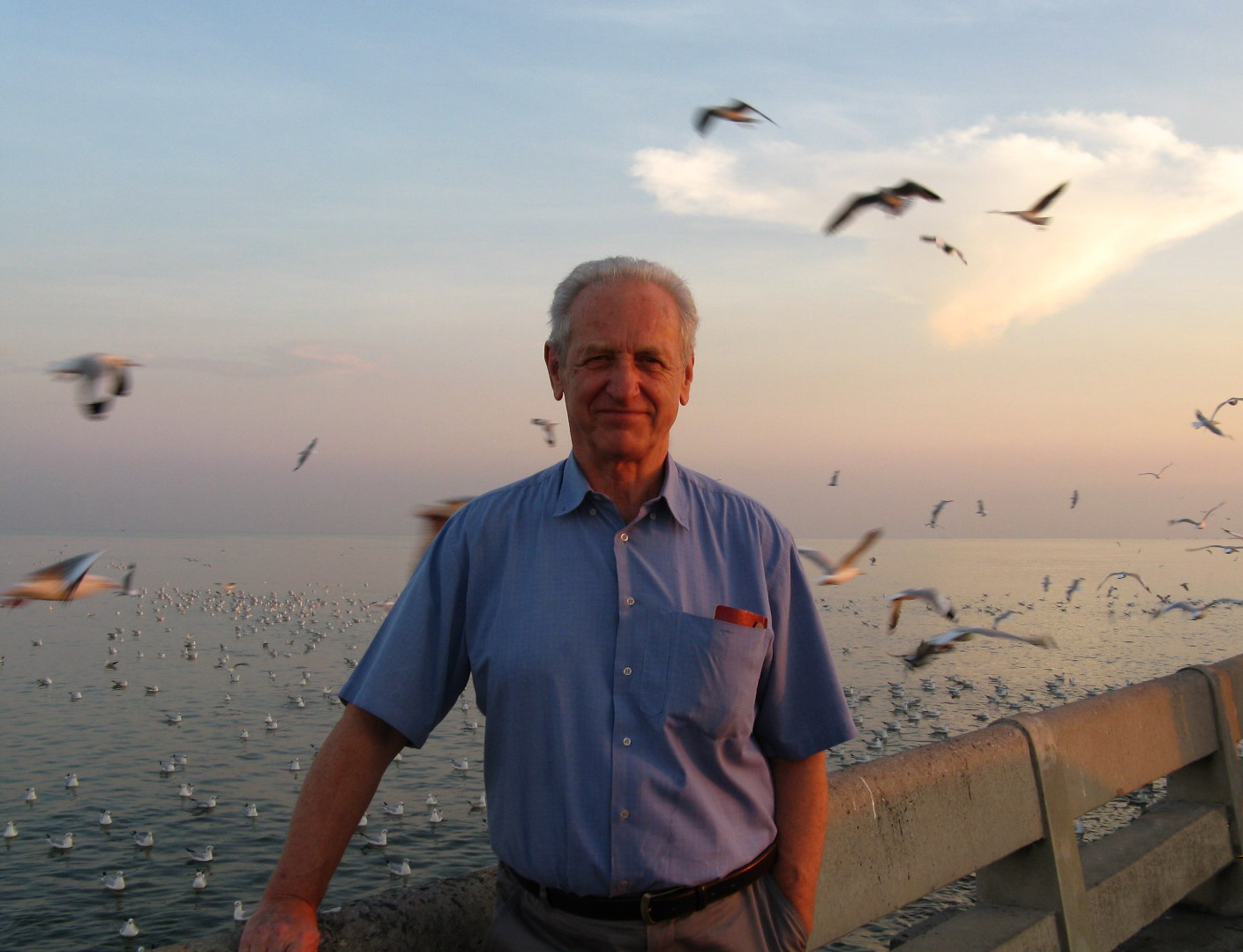
Robert Kowalski 2009 in Thailand

Robert Anthony Kowalski (* 15. Mai 1941 in Bridgeport (Connecticut)) ist ein US-amerikanischer Informatiker und Logiker.

## Leben
Kowalski, dessen Eltern polnischer Abstammung waren, studierte ab 1958 an der University of Chicago, ab 1960 der University of Bridgeport mit dem Bachelor-Abschluss in Mathematik 1963, der Stanford University mit dem Master-Abschluss 1966. Dort war er ein Schüler von Dana Scott, ein Kommilitone war Jon Barwise. Er setzte sein Studium 1964/65 an der Universität Warschau fort (bei Andrzej Mostowski), wo er auch Verwandte besuchte und 1965 die polnische Mathematikstudentin Danusia heiratete. Bei der Rückkehr nach Stanford war er in Anti-Vietnamprotesten aktiv, erwarb seinen Master-Abschluss und ging 1966/67 als Assistant Professor an die Inter-American University in San Juan in Puerto Rico. Nach einem Jahr ging er an die University of Edinburgh, an der er 1970 bei Bernard Meltzer promoviert wurde (Studies in the Completeness and Efficiency of Theorem-Proving by Resolution). Seine Dissertation war über Automatische Beweise und verwendete die Resolventenmethode von Alan Robinson. Mit Donald Kuehner entwickelte er SL-Resolution und erhielt eine Einladung von Alain Colmerauer nach Marseille. Die Diskussion führte zur Begründung der Logischen Programmierung und Entwicklung der Programmiersprache Prolog durch Colmerauer ab 1972. Er wurde Anfang 1975 Reader am Imperial College London. 1982 wurde er Professor und 1999 emeritiert.
2011 erhielt er den IJCAI Award for Research Excellence.

## Schriften
- Logic for Problem Solving, North Holland, Elsevier, 1979.[1]
- Computational Logic and Human Thinking: How to be Artificially Intelligent, Cambridge University Press, 2011.
- mit D. Kuehner: Linear resolution with selection function, Artificial Intelligence, Band 2, 1971, S. 227–260
- A Proof Procedure Using Connection Graphs, Journal of the ACM, Band 22, 1975, S. 572–596
- Algorithm= Logic + Control, Communications of the ACM, Band 22, 1979, S. 424–436
- Logic Programming, Byte, August 1985
- mit C. Hogger: Logic Programming, in: Encyclopedia of Artificial Intelligence, Wiley 1987, S. 544–558 (2. Auflage 1992)
- The limitations of logic, Proc. ACM Computer Science Conference, 1986, S. 7–13
- The early years of logic programming, Communications of the ACM, Band 31, 1988, S. 38–43